# Sphaeria vagans
Sphaeria vagans är en svampart som beskrevs av Haller 1768. Sphaeria vagans ingår i släktet Sphaeria och familjen kolkärnsvampar.   Inga underarter finns listade i Catalogue of Life.